# Cal Roldan
|  | Per a altres significats, vegeu «Cal Roldan (Sant Just Desvern)». |

Cal Roldan és un edifici al municipi de Sant Joan Despí (el Baix Llobregat) que estigué catalogat a l'Inventari del Patrimoni Arquitectònic de Catalunya. Es coneix que la casa fou construïda durant la Setmana Tràgica, perquè per via oral ha anat passant l'anècdota que mentre construïen la casa veien passar monjos fugint (conseqüent a la persecució a que foren sotmesos durant susdits fets). Expliquen que els veien passar amb maletes plenes de diners, algunes de les quals varen restar perdudes per aquells indrets fent rics a veïns espavilats. Promotor de l'obra fou Joan Roldan i Manadé; petició de llicència municipal d'obres 24/04/1909. Concessió de la llicència municipal d'obres 15-05-1909. El propietari era fill del Cal Pigat.
Edifici de planta quadrada, eixamplada amb annexes. Planta baixa més pis. Coberta plana, la meitat d'ella formant terrat. El que li dona mèrit a l'edificació és una mina soterrània (1915-1925) que va a trobar un pou en un pendent de trenta metres. A tot el llarg d'aquest, el propietari, que se'l va construir ell mateix amb materials per ell fabricats, hi va anar col·locant, a tot el llarg del túnel, una sèrie de curioses figuretes. Feu les funcions d'amagatall o refugi durant la Guerra Civil.